# Sulfate de mercure(I)
Le sulfate de mercure(I) ou sulfate mercureux est un composé inorganique de formule Hg2SO4. C'est un composé métallique, se présentant sous la forme d'une poudre blanche, jaune pâle à beige. C'est un composé hautement toxique, mortel si inhalé, ingéré ou absorbé par la peau.

## Propriétés
Le sulfate de mercure(I) forme des cristaux blanc-jaune à beige, grandement solubles dans l'acide nitrique et légèrement solubles dans l'acide sulfurique. Il cristallise selon une structure monoclinique de groupe d'espace P21/c (no  14), avec les paramètres de maille a = 627,7 pm , b = 442,9 pm, c = 836,0 pm et β = 91,70°. Exposés à la lumière, les cristaux virent au gris.

## Synthèse
Le sulfate de mercure(I) peut être préparé de façon similaire au chlorure de mercure(I), en faisant réagir le nitrate de mercure(I) dans ce cas avec de l'acide sulfurique (contre de l'acide chlorhydrique pour le second), :
Hg2(NO3)2 + H2SO4 → Hg2SO4 + 2 HNO3
Il peut aussi être préparé en faisant réagir du mercure métallique en excès avec de l'acide sulfurique :
2 Hg + 2 H2SO4 → Hg2SO4 + 2 H2O + SO2

## Utilisation
Le sulfate de mercure(I) est utilisé couramment dans les cellules électrochimiques,,, utilisé la première fois en 1872 par Latimer Clark pour sa pile. Il a également été utilisé dans la pile Weston de George Augustus Hulett en 1911.